# Signe air

Symbole air.

En astrologie, les signes d'air sont trois signes du zodiaque qui partagent le même élément AIR et sont situés à 120° d'écart l'un par rapport à l'autre sur le cercle des signes : les Gémeaux, la Balance et le Verseau. Cet élément ne correspond pas à une substance matérielle réelle ; c'est la représentation imagée d'un principe visible dans le tempérament.

## Symbolisme astrologique
L'élément air est un véhicule qui « transporte les forces par un mouvement d'expansion avec grande rapidité », laquelle fait défaut à l'élément Eau. Les signes d'air sont censés se rejoindre par l'importance qu'ils accordent à la communication, aux relations sociales et à la vie intellectuelle. La Balance et surtout les Gémeaux seraient ainsi doués pour la communication et pour faire passer des messages.
Le Verseau est lui aussi, paradoxalement, un signe d'air (le fait qu'il soit représenté avec une "jarre" remplie d'eau induit souvent en erreur). Gustave Lambert Brahy l'a dépeint par les trois mots-clés suivants :
- originalité
- coopération
- altruisme.

Dans son livre L'astrologie, la psychologie et les quatre éléments, Stephen Arroyo a écrit : « La pensée est une force qui domine tellement la vie des signes d'air qu'ils se sentent très facilement menacés si leurs opinions sont ignorées ou si la qualité de leur intellect est contestée ». Il a aussi écrit : « Alors que les signes de feu se caractérisent par une volonté de concrétisation, les signes d'air concentrent leur énergie sur des idées spécifiques qui ne sont pas encore normalisées - et en se concentrant sur ces idées - assurent en fin de compte leur matérialisation ».
Dans son livre Tous nés sous une bonne étoile, Nitya Varnes a écrit : « Le Verseau ne vit que pour ses idées et la conviction que celles-ci changent le monde ».
Les signes d'air sont également caractérisés par leur capacité d'adaptation, d'innovation mais aussi par une apparence émotionnelle de pierre. En excès dans le thème astrologique, l'Air peut dénoter l'instabilité, la versatilité et la nervosité.
Auparavant, selon la théorie des humeurs, l'élément Air était associé au tempérament sanguin.
Les planètes astrologiques correspondant à l'élément Air sont Vénus et Jupiter .